# Merodon taniniensis
Merodon taniniensis är en tvåvingeart som beskrevs av Hurkmans 1993. Merodon taniniensis ingår i släktet narcissblomflugor, och familjen blomflugor.
Artens utbredningsområde är Turkiet. Inga underarter finns listade i Catalogue of Life.